# Masowe wymieranie

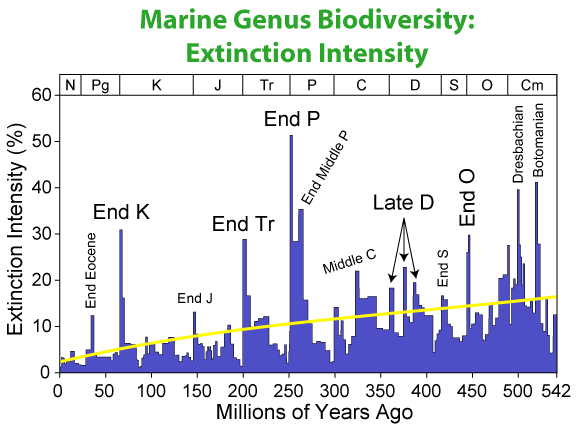
Intensywność wymierań organizmów morskich na przestrzeni poszczególnych okresów geologicznych: Botomanian – wczesny kambr, Dresbachian – późny kambr, End O – koniec ordowiku, End S – koniec syluru, Late D – górny dewon, Middle C – środkowy karbon, End Middle P – koniec środkowego permu, End P – koniec permu, End Tr – koniec triasu, End J – koniec jury, End K – koniec kredy, End Eocene – koniec eocenu

Masowe wymieranie – gwałtowne (w skali geologicznej) wyginięcie wielu gatunków w wyniku zadziałania globalnych czynników środowiskowych (np. regresji morskich, zasadniczych zmian klimatycznych, wzmożonego wulkanizmu, katastrof kosmicznych). 
W fanerozoicznych dziejach życia na Ziemi zidentyfikowano osiemnaście wydarzeń o charakterze wielkich wymierań, z czego pięć największych określa się jako « wielką piątkę » (ang. big five):
- wymieranie ordowickie – ok. 438 mln lat temu;
- wymieranie dewońskie – ok. 374 mln lat temu;
- wymieranie permskie – ok. 251,9 mln lat temu, największe w fanerozoiku[3];
- wymieranie triasowe – ok. 201 mln lat temu;
- wymieranie kredowe – ok. 66 mln lat temu;

O masowym wymieraniu mówi się również w kontekście katastrofy tlenowej ponad 2 mld lat temu, która dotknęła bakterie beztlenowe.
Wśród ekologów trwa debata na temat znaczenia współczesnego wymierania gatunków (związanego z działalnością człowieka, w szczególności z przekształcaniem i fragmentacją siedlisk, także z eksploatacją gatunków i zawlekaniem organizmów obcych) dla różnorodności biologicznej. Zjawisko to bywa określane mianem szóstej katastrofy.